# 豪斯鲁克地区诺伊马克特
豪斯鲁克地区诺伊马克特是奥地利上奥地利州格里斯基尔兴县的一个市镇。总面积2.11平方公里，总人口1485人，人口密度703.8人/平方公里（2005年）。